# Marcel Kauffmann
Marcel Kauffmann (Mulhouse, 22 maggio 1910 – 17 settembre 1969) è stato un calciatore francese, di ruolo centrocampista.

## Carriera

### Nazionale
Ha collezionato cinque presenze con la propria Nazionale.